# Lausa (Dresden)

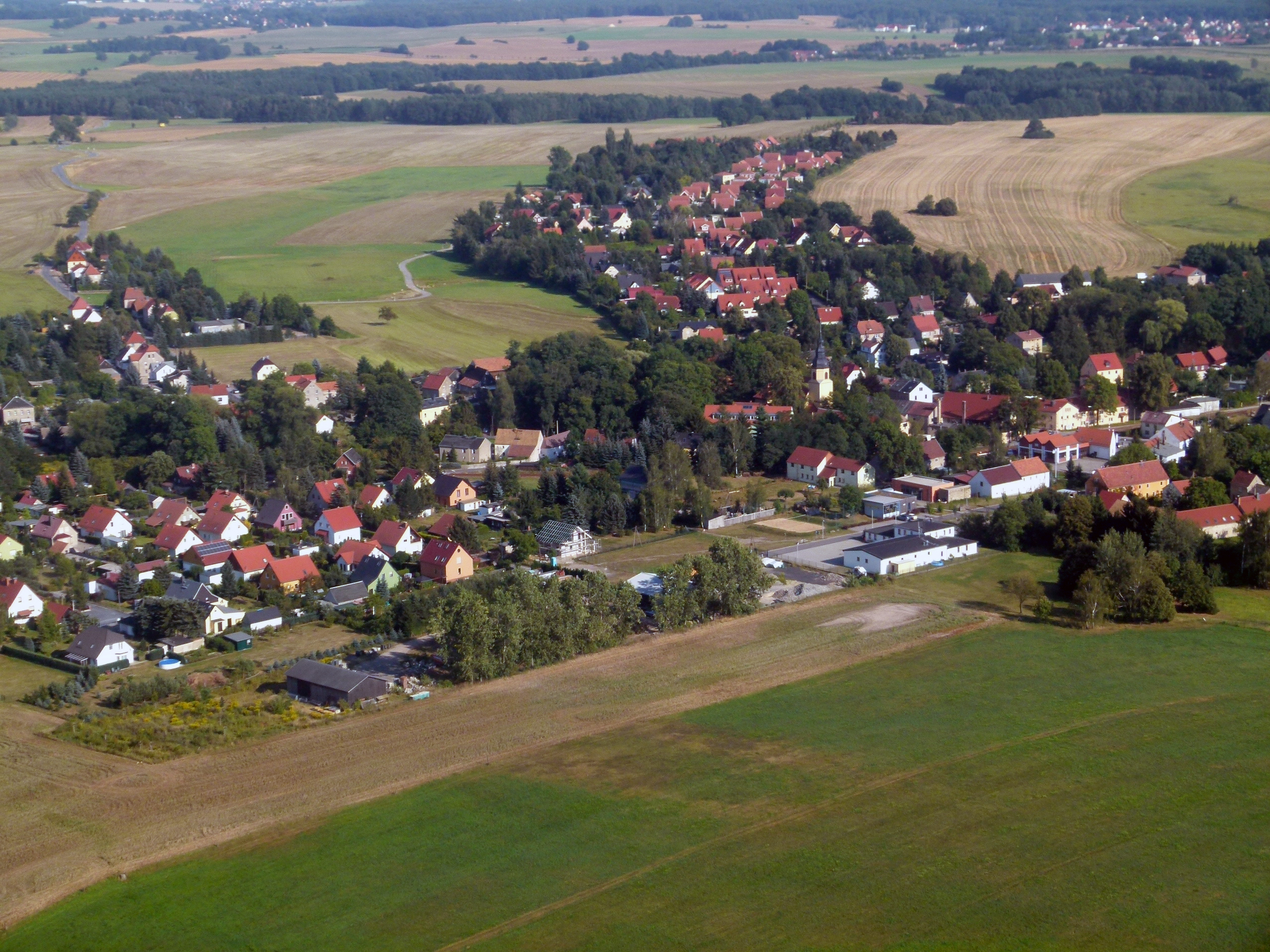
Blick auf die nördlichen Teile von Lausa

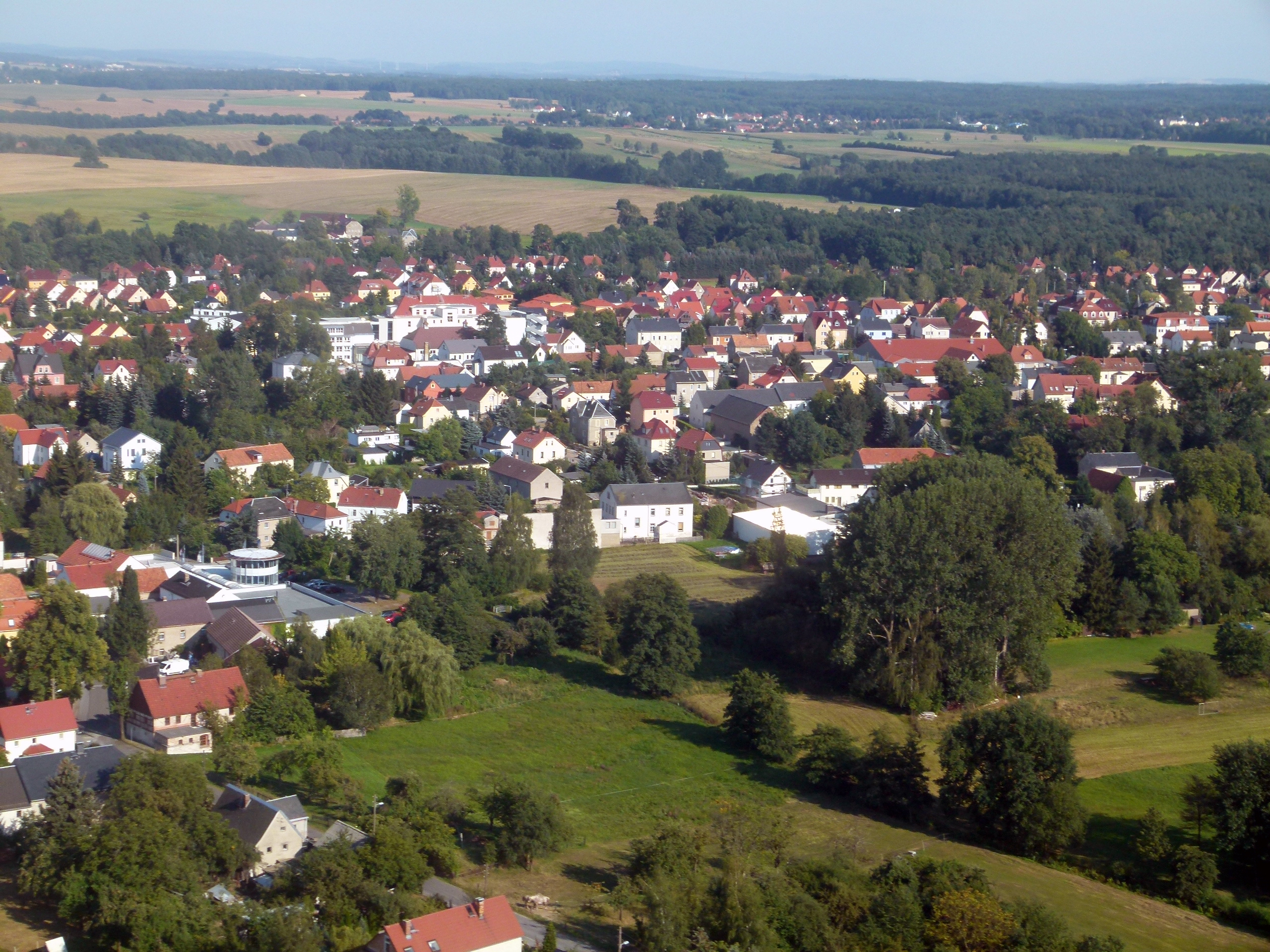
Blick auf die südlichen Teile von Lausa

Lausa ist eine Gemarkung im Norden der sächsischen Landeshauptstadt Dresden, die seit 1914 als Ortsteil zur Gemeinde beziehungsweise zur heutigen Ortschaft Weixdorf gehört. Der Name leitet sich ab von altsorbisch luza (deutsch: Sumpf, Pfütze). Auf dem Gebiet der Gemarkung Lausa liegt auch der Ortsteil Friedersdorf. Lausa ist der historisch gesehen bedeutsamste und älteste Ortsteil der am 1. Januar 1999 nach Dresden eingemeindeten Ortschaft Weixdorf.

## Geografie

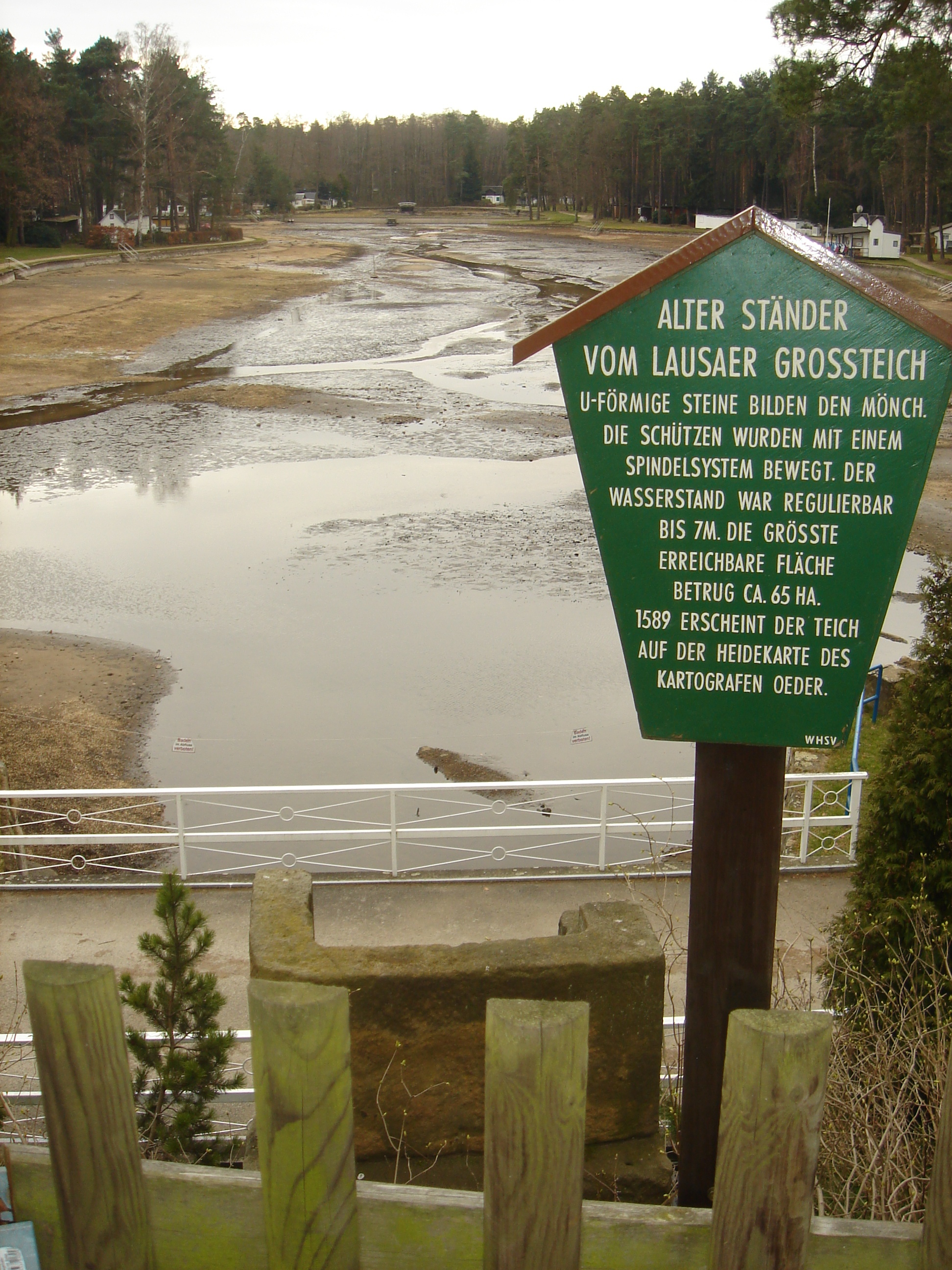
Blick vom Staudamm auf den im Winter abgelassenen Lausaer Großteich

Lausa liegt elf Kilometer nördlich des Dresdner Stadtzentrums, der Inneren Altstadt, und befindet sich damit bereits außerhalb des Elbtalkessels, von dessen Rand es fünf Kilometer entfernt ist. Nachbargemarkungen sind Weixdorf, Gomlitz und Marsdorf im Westen, die Ottendorf-Okrillaer Ortsteile Hermsdorf im Norden und Grünberg im Nordosten sowie die Dresdner Heide im Südosten und Klotzsche im Süden. Die Gemarkung Lausa umfasst neben dem gleichnamigen Ortsteil im Südosten auch den Ortsteil Friedersdorf und gehört zur Ortschaft Weixdorf, die zugleich einen statistischen Stadtteil Dresdens bildet.
Über die Lausaer Flur verläuft in einem etwa einen Kilometer langen Abschnitt nordöstlich des Autobahndreiecks Dresden-Nord die A 4. Außerdem ist Lausa mit nur zwei Kilometern Entfernung zum Beginn der Landebahn des Dresdner Flughafens und seiner Lage in dessen Einflugschneise recht stark vom Fluglärm belastet. In Lausa befinden sich auch die beiden Haltepunkte Weixdorf und Weixdorf Bad der Bahnstrecke Dresden-Klotzsche–Straßgräbchen-Bernsdorf sowie seit 1929 die Endhaltestelle Weixdorf der Straßenbahnlinie 7.
Ab Lausa bilden der Seifenbach und der Ruhlandgraben gemeinsam den Lausenbach, in den, ebenfalls auf Lausaer Gebiet, der aus Weixdorf und Gomlitz kommende Schelsbach einmündet. Ferner befinden sich im Ortsteil Lausa mehrere Teiche, die zur Fischzucht genutzt wurden, so zum Beispiel der Großteich mit dem Waldbad, der Obere und Untere Mittelteich und der Mühlteich. Der Ortskern liegt auf einer Höhe von etwa 185 m ü. NN und befindet sich etwas östlich des Ortskerns von Weixdorf. Der eigentliche Ort Lausa nimmt etwa die Hälfte der Gemarkung ein, die auf einem sehr trockenen und nährstoffarmen Sandboden beziehungsweise frühpleistozänen Schottern liegt, unter denen der nördlich der Lausitzer Verwerfung vorliegende Granodiorit ansteht. Der Rest der Flur ist unbebaut und wird von landwirtschaftlich genutzten Flächen und im äußersten Süden auch vom Waldgebiet der Dresdner Heide eingenommen. Die Bebauung ist insgesamt recht locker und zeigt einen dörflichen Siedlungscharakter. Auch die Siedlung Fuchsberg gehört zu Lausa.

## Geschichte
Die erste nachgewiesene Besiedlung des Gebiets um Lausa wird der späten Bronzezeit zugerechnet und fand somit vor über 3000 Jahren statt. Auf Lausaer Flur wurde ein Sammelfund geborgen, der aus dieser Zeit datiert und eine Lanzenspitze, eine Bronzescheibe mit Ösen, eine Sichel und sechs Ringe umfasst.
Neben den bereits genannten Lausaer Teichen befanden sich in sorbisch-frühdeutscher Zeit weitere Teiche in unmittelbarer Umgebung des heutigen Ortskerns, so zum Beispiel die vier Schenkteiche. Lausa wird daher als Standort einer alten Wasserburg in Betracht gezogen, von der allerdings nichts erhalten blieb. Nur einer dieser Teiche, der Pfarrteich, besteht noch heute.

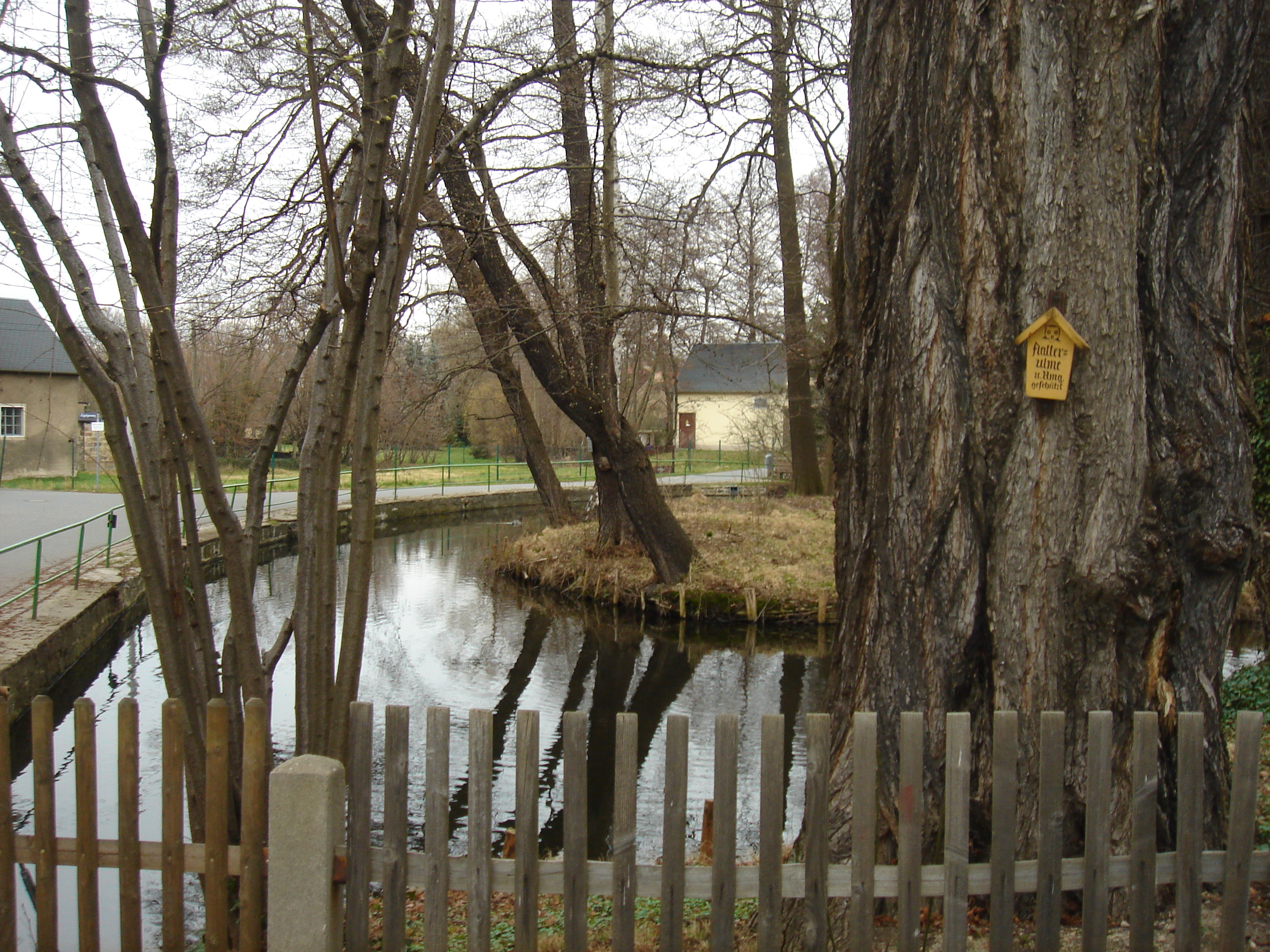
Lausaer Pfarrteich

Lausa selbst wurde im Jahre 1273 erstmals erwähnt und ist demnach der älteste Ortsteil Weixdorfs. Dieser Name wird auf die altsorbische Bezeichnung łuža (deutsch: Lache, Pfütze) oder ług (Grassumpf) zurückgeführt, bedeutet also „Siedlung auf sumpfigem Gelände“ und ist namensgeschichtlich mit der Lausitz verwandt. Im 14. bis 16. Jahrhundert sind nacheinander die Ortsnamen Lusen, Luzen, Lusyn, Lusen, zcur Luse, zur Luße, zur Lause und zur Lausicz nachgewiesen. Als Lausa taucht der Ort, der eine Waldhufenflur hatte, erstmals um 1587 auf. Der Ortskern hat sich bis heute in Teilen erhalten.
Während seiner gesamten Geschichte gehörte Lausa verwaltungsmäßig zum Amt beziehungsweise zur Amtshauptmannschaft Dresden. Kirchlich gesehen war Lausa zunächst um 1346 Teil des Kirchspiels Radeberg. Um 1500 entstand im Ort eine eigene Pfarrkirche. Seitdem waren Friedersdorf, Weixdorf, Gomlitz, Hermsdorf und vorübergehend auch Medingen nach Lausa eingepfarrt, das von nun an eine Vorreiterstellung unter diesen Orten einnahm. Um 1349 befand sich Lausa im Besitz der Brüder Peter und Fritz von Rakenitz und um 1600 der Familie von Zschieren. Im Dreißigjährigen Krieg wurde Lausa größtenteils zerstört, da schwedische Truppen 1637 viele der Gebäude angezündet hatten. Ab 1696 übte das Rittergut Hermsdorf die Grundherrschaft über Lausa aus. In der nahen Dresdner Heide, die als kurfürstliches Jagdgebiet genutzt wurde, legte man im 18. Jahrhundert den Lausaer Saugarten an.
Seit 1858 hat der Ort eine Poststelle, die zunächst auch für die Nachbardörfer zuständig war. Durch den 1884 vollzogenen Eisenbahnanschluss wuchs die Bevölkerung stark an. Lausa entwickelte sich zu einem Wohnvorort der Dresdner. Bereits im Jahr 1879 war Friedersdorf nach Lausa eingemeindet worden, das sich schließlich 1914 mit Gomlitz und Weixdorf zur Gemeinde Lausa vereinigte, die 1938 in Weixdorf umbenannt wurde. Als Teil dieser Ortschaft wurde Lausa am 1. Januar 1999 nach Dresden eingemeindet.

### Einwohnerentwicklung
| Jahr | Einwohner                    |
| ---- | ---------------------------- |
| 1547 | 15 besessene Mann, 5 Gärtner |
| 1555 | 15 Inwohner                  |
| 1764 | 8 besessene Mann, 12 Häusler |
| 1834 | 273                          |
| 1871 | 334                          |
| 1890 | 408                          |
| 1910 | 1311 (mit Friedersdorf)      |

## Einrichtungen und Gebäude

### Denkmäler
In Lausa sind über 30 einfache und kombinierte Wohnhäuser verschiedener Baustile als Kulturdenkmäler ausgewiesen. Des Weiteren stehen unter anderem die beiden Bahnhofsgebäude, die Kirche, das Pfarrhaus, der Friedhof und dessen Einfriedungen, das Erbgericht, das Waldbad sowie ein Transformatorenhäuschen unter Denkmalschutz.

### Pfarrkirche

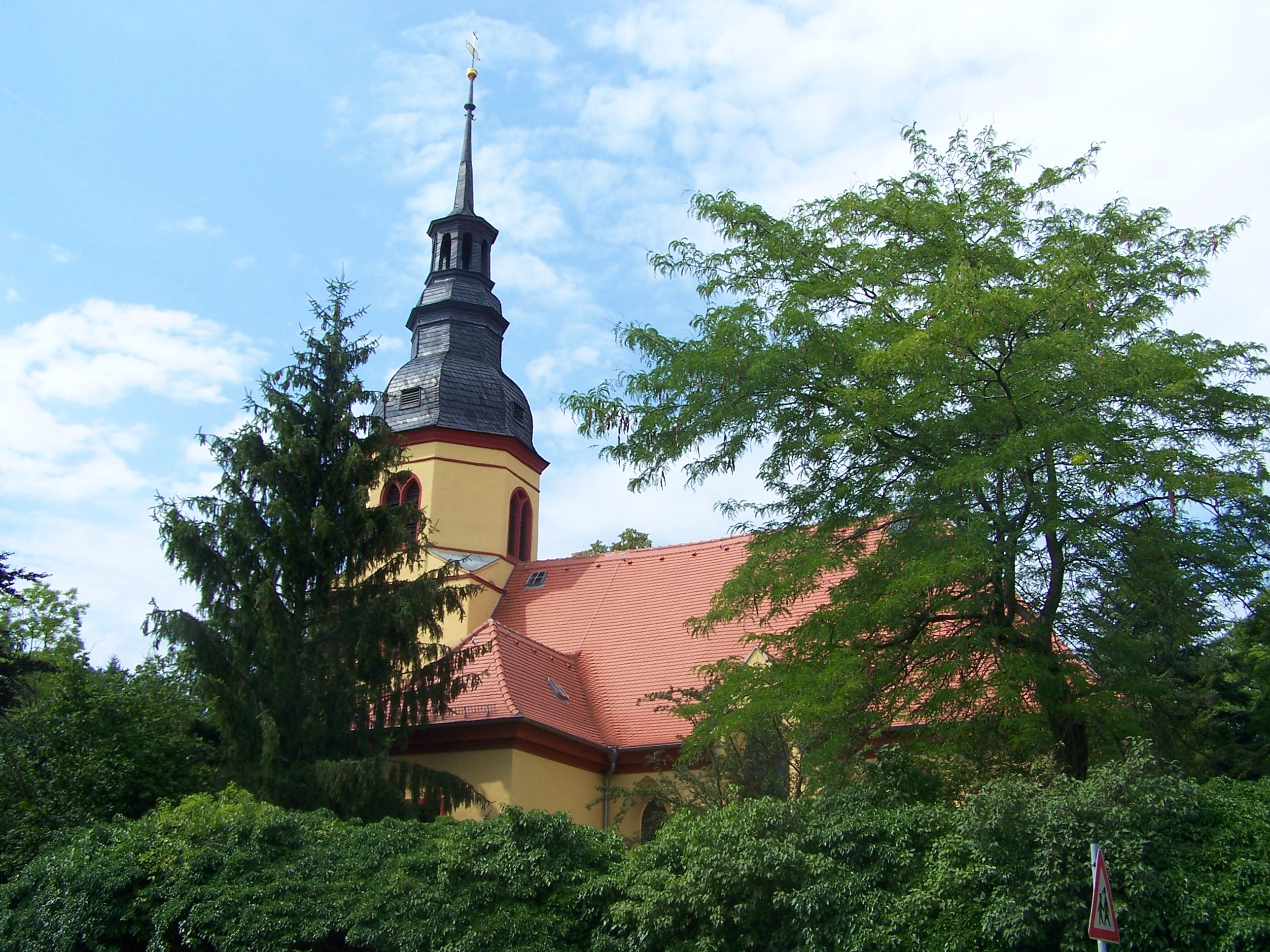
Kirche von Lausa

Die Lausaer Kirche, nach ihrem langjährigen Pfarrer heute Pastor-Roller-Kirche genannt, ist die einzige Kirche im Gebiet der Ortschaft Weixdorf. Die umliegenden Ortsteile Weixdorf, Gomlitz und Friedersdorf sind nach Lausa eingepfarrt.

#### Bauwerk
Das heutige Kirchenbauwerk stammt aus der Zeit um 1650. Zehn Jahre später entstanden die Sakristei mitsamt der darüberliegenden ehemaligen Betstube der Hermsdorfer Rittergutsbesitzer, die heute als Heimatstube genutzt wird. Der rechteckige Kirchensaal ist mit einem vierstrahligen Sterngewölbe, einer Stuck-Flachdecke und einer geschlossenen zweigeschossigen Empore ausgestattet. Der Turm, ebenfalls ursprünglich aus dem 17. Jahrhundert, wird von einer geschweiften Haube, einer Laterne und einer Wetterfahne bekrönt, die die Jahreszahl 1786 zeigt. Die Stahlglocken hängen seit der Zeit nach dem Ersten Weltkrieg im Turm. Bereits 1912 wurden im Zuge einer umfassenden Erneuerung die Emporenbilder geschaffen und die jetzige Orgel eingebaut. Die letzte große Restaurierung erfolgte 1986/87.

#### Geschichte
Wahrscheinlich bereits im 12. Jahrhundert entstanden, wurde der ursprüngliche Kirchenbau 1429 bei einem Hussitenangriff zerstört und danach erneuert. Die Kirche ist seit 1539 protestantisch und wurde ab 1607 erneut umgebaut sowie 1729 und 1786 renoviert. Von 1811 bis 1850 wirkte der volkstümliche Pfarrer Samuel David Roller in der Lausaer Pfarrkirche. Er war mit der Familie des 1816 in Lausa konfirmierten Malers Wilhelm von Kügelgen befreundet, der ihn in seinen Jugenderinnerungen eines alten Mannes von 1870 verewigte. Nach Roller, der neben der Kirche begraben liegt, ist die Pastor-Roller-Straße westlich der Kirche benannt. Bereits 1855, fünf Jahre nach Rollers Tod, bekam die Kirche eine erste Orgel und 1871 auch drei Bronzeglocken, die allerdings 1917 eingeschmolzen werden mussten.

### Friedhöfe

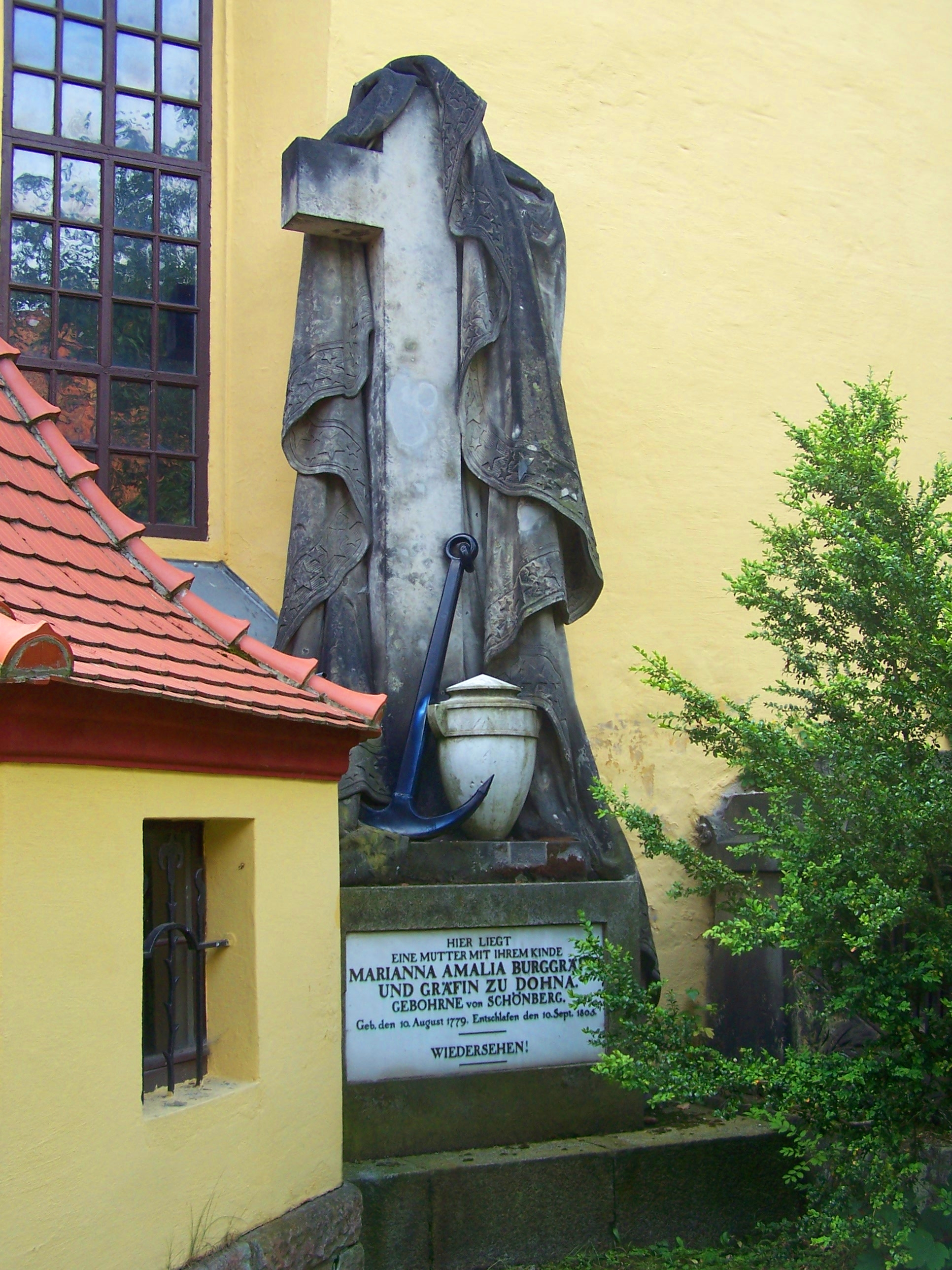
Grabmal der Burggräfin Maria Amalie zu Dohna

Eine erste Bestattung auf dem Lausaer Kirchhof, dem Alten Lausaer Friedhof, ist für 1346 erwähnt. Viele seiner Grabmäler, die aus dem 18. und 19. Jahrhundert stammen, werden als kunstgeschichtlich wertvoll eingestuft. Der älteste erhaltene Grabstein stammt aus dem 17. Jahrhundert und zeigt eine lebensgroße Darstellung des 1632 verstorbenen Pfarrers Theodorus Schumann. Das Grabmal der Charlotte Dorothea von Schönberg und der Gräfin Charlotte Sophie von Hoym ist ein niedriger frühklassizistischer Marmorziegelbau, der einem ägyptischen Tempel ähnelt. Zwei Grabplatten erinnern ferner an den Prinzen Georg von Schönburg-Waldenburg, Generaladjutant König Alberts und Besitzer des Ritterguts Hermsdorf, und dessen Gemahlin Luise. Weitere auf diesem Friedhof bestattete Adlige sind die Fürstin Maria Reuß zu Lobenstein und die Burggräfin Maria Amalie zu Dohna. An sie erinnert zudem die Dohna-Eiche auf dem Friedhof, auf dem mit der Lausaer Lutherlinde noch ein zweiter Dresdner Gedenkbaum steht. Außerdem befinden sich auf dem Friedhof zwei Denkmale für die Gefallenen der beiden Weltkriege.
Infolge des Bevölkerungszuwachses entstand 1833 weiter nördlich an der Hermsdorfer Straße der Neue Lausaer Friedhof. Dorf befinden sich unter anderem die Grabstätten von sowjetischen Frauen und Männern, die während des Zweiten Weltkriegs nach Deutschland verschleppt und Opfer von Zwangsarbeit wurden.

### Altes Erb-, Brau- und Schänkgut

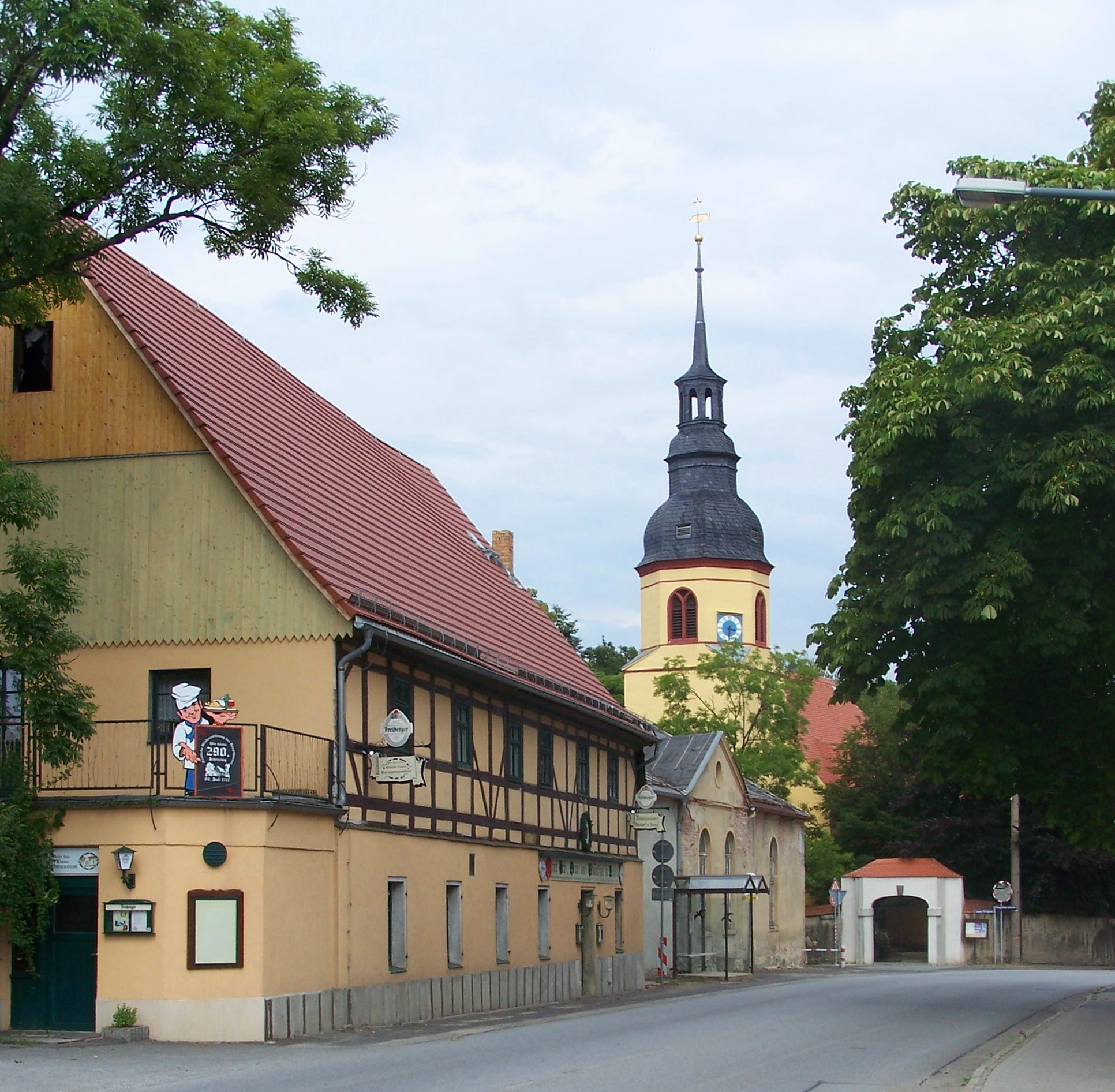
Das Zentrum von Lausa:
Links das Alte Erb-, Brau- und Schänkgut, rechts der Kirchturm

Das Alte Erb-, Brau- und Schänkgut wurde bereits 1387 als Hof zu Lusen genannt und gehörte seit dem 16. Jahrhundert zu den größten Gutshöfen des Dorfes. Es befindet sich nahe der Pfarrkirche und war der Sitz des örtlichen Erbrichters, der auch die Verkaufsrechte an Salz, Fleisch und Brot hatte. Bis 1889 wurde hier außerdem eine Brauerei betrieben. Bei dem Gebäude handelt es sich überdies um die zweite Schänke und Herberge von Lausa. Die erste Schänke befand sich auf dem Areal des heutigen Saales. Das Gebäude ist mit einem massiven Untergeschoss sowie einer Fachwerkfassade ausgestattet und diente nach einer von 1950 bis 1955 erfolgten Sanierung als Kulturhaus Weixdorf. In der Gaststube befindet sich heute die erhaltene alte Gerichtssäule. Sie besteht aus Holz, ist eingemauert und diente früher zur Markierung der streng getrennten Sitzbereiche der Bauern sowie der Gärtner und Häusler.
Um die Jahrtausendwende stand das Gebäude leer. Im Jahr 2002 wurde das Areal aus der städtischen Eigentümerschaft herausgekauft und privatisiert, um den fortschreitenden Verfall zu stoppen. Seit 2004 beherbergt das alte Anwesen wieder eine Gaststätte und ist Heimat mehrerer Vereine. Seither wurde ohne fremde Unterstützung das Haupthaus fast vollständig renoviert. In der Zeit der Jahreswende 2007/2008 bekam es schließlich ein neues Dach und fügt sich heute wieder ansehnlich in das Ortsensemble ein. Bei dem angrenzenden Saal wurde im Bereich des Tanzbodens aus Sicherheitsgründen das Dachgestühl entfernt. Im Januar 2008 gründete sich ein Verein, der sich ursprünglich den Wiederaufbau der Goge, wie der angeschlossene Festsaal genannt wird, zum Ziel gesetzt und sich später auf den Erhalt aller historischer Gebäude des Ortes orientiert hat.  Seit August 2015 liegt von der Unteren Denkmalschutzbehörde die Genehmigung zum Erhalt des Bauwerkes vor. Geplant ist, den Bereich zum 300. Jubiläum des Wiederaufbaus des Haupthauses am 9. Juli 2017 als Biergarten mit Bühnenbereich wieder zu eröffnen.

### Schulen

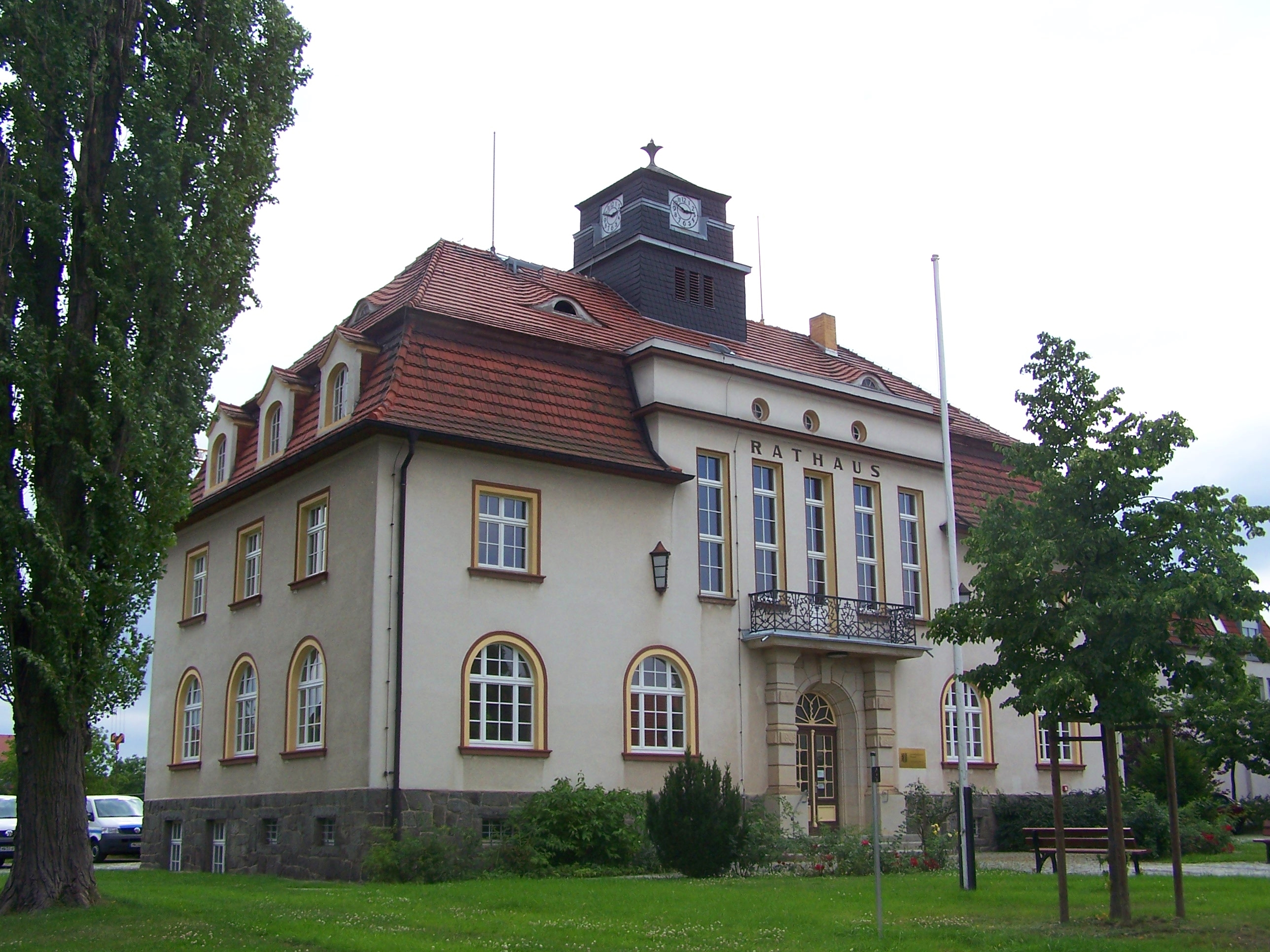
Weixdorfer Rathaus

Eine erste, auch für Weixdorf zuständige Schule befand sich zunächst in der Nähe der Pfarrkirche in Lausa. Sie wurde in Teilen bis zum 31. Juli 2009 genutzt, zuletzt als Außenstelle der Mittelschule Weixdorf. Danach wurde das Gebäude saniert und im Februar 2011 als Evangelischer Kindergarten eingeweiht. Bereits um 1900 hatten die Gemeinden Lausa, Weixdorf und Gomlitz ein neues Schulgebäude an der Alten Dresdner Straße in Lausa errichten lassen, das am 10. März 1901 eingeweiht wurde. Es brannte im Mai 1945 während des Einmarschs der Roten Armee aus, konnte aber schon bald wieder genutzt werden. Heute befindet sich hier die Oberschule der Ortschaft Weixdorf. Aus Platzgründen baute man 1965 neben dem ebenfalls in Lausa gelegenen Weixdorfer Rathaus eine weitere Schule, in der bis 1991 die drei untersten Klassenstufen und danach sämtliche Grundschüler unterrichtet wurden. Im Jahr 2004 ersetzte man dieses Gebäude durch einen modernen Neubau, die im Februar 2005 eröffnete Grundschule Am Zollhaus.

### Waldbad

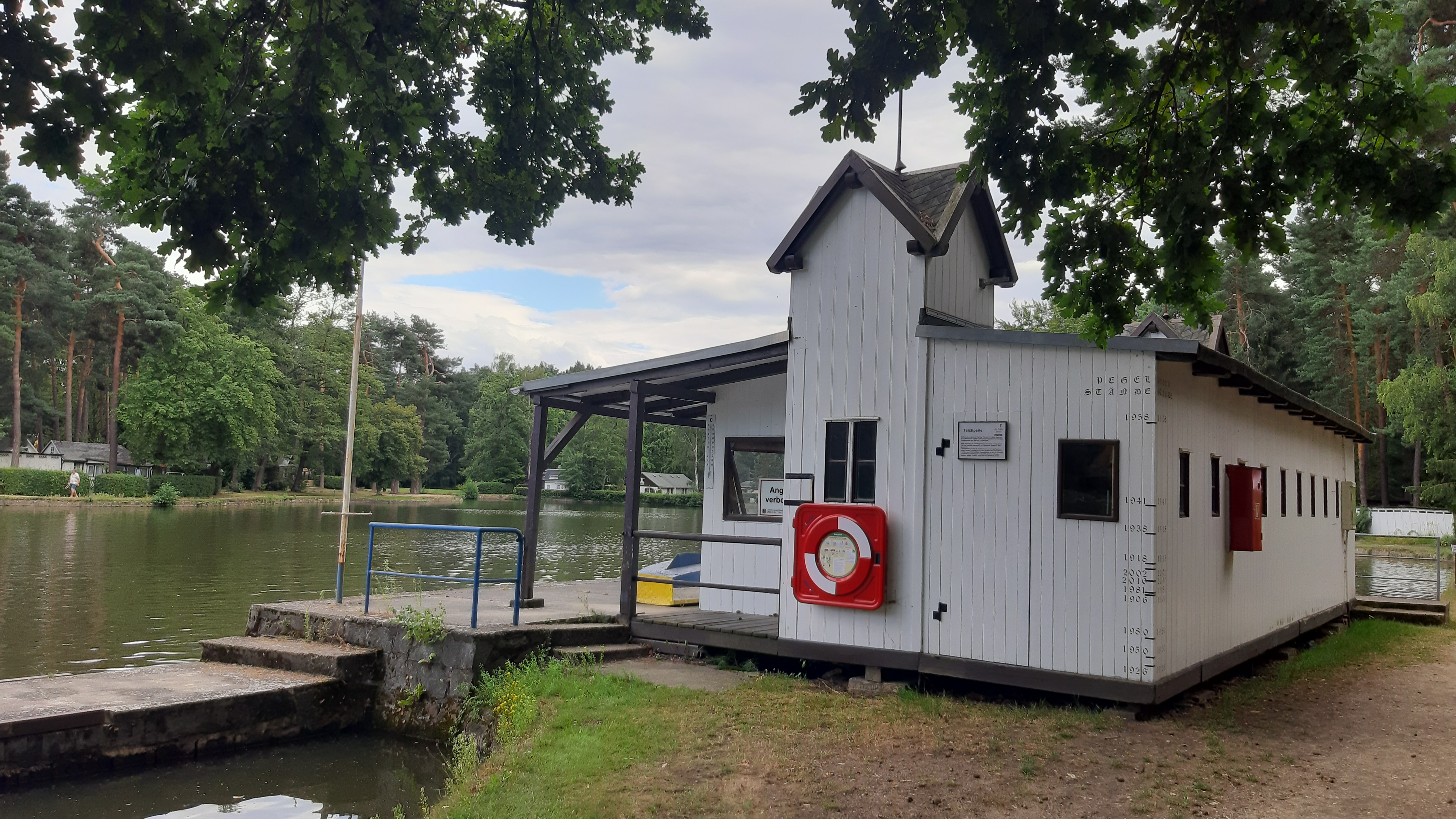
Waldbad am Großteich mit Hochwassermarken

Das Waldbad im Lausaer Großteich wurde am 17. Juni 1906 feierlich als Prinz-Hermann-Bad eingeweiht. Benannt war es nach dem damaligen Rittergutsbesitzer von Hermsdorf, Prinz Hermann von Schönburg-Waldenburg, der das Gelände günstig an die Gemeinde verpachtete. Das Areal, das die Badeanlagen, einen Bootsverleih und eine Siedlung umfasste, wurde 1919 erweitert. Ein Sportplatz wurde 1921 und die heute unter dem Namen Waldbad betriebene Gaststätte Teichwirtschaft fünf Jahre später eröffnet. Die Trockenlegung der sumpfigen Umgebung des Teichs erfolgte 1928. Das Waldbad wurde ab 1962 umfassend modernisiert. Nach dem Waldbad ist der benachbarte Eisenbahn-Haltepunkt benannt.

## Persönlichkeiten
- Ewald Kluge (1909–1964), Motorradrennfahrer (nach ihm ist in seiner Heimatgemeinde Weixdorf eine Straße benannt)
- Peter Rentsch (1937–2008), Historiker, Professor